# Ferrhotel
Ferrhotel è un film documentario del 2011 diretto da Mariangela Barbanente. Il film è stato presentato al 29° Torino Film Festival.

## Trama
Una piccola comunità di somali, con regolare permesso di soggiorno, occupa un edificio dismesso nei pressi della stazione di Bari, trasformandolo un centro sociale dove i migranti offrono accoglienza e assistenza ai loro connazionali.

## Critica
Ferrhotel è un esempio di cinema del reale di scrittura, che fonda la sua narratività su un vissuto condiviso del filmare e su una relazione di reciprocità e di conoscenza tra la regista e i suoi personaggi. Però, anche nella scrittura ci sono irruzioni impreviste, epifanie che rompono l'immaginario dei migranti, fastidioso e retorico, a cui li condanna l'informazione (e anche un certo cinema). Le conversazioni tra le donne sono sublimi e ci parlano, invece, di persone con paure, desideri, istanti di allegria e baratri di depressione. L'attesa e le fantasie: la realtà è ineffabile e viva solo per chi, come Barbanente, sa ascoltarne il respiro incontrollato.
 (Cristina Piccino, il manifesto)
Ferrhotel (...) ci costringe ad un cambio di prospettiva straniante: nella stessa Puglia che vent'anni fa esatti sbatté in faccia agli italiani la realtà della nuova immigrazione di massa, con gli arrivi degli albanesi al porto di Brindisi, nasce e cresce una storia in cui, forse per la prima volta, non ci possiamo più permettere di guardare gli immigrati dal gradino superiore della scala sociale.
 (la Repubblica)

## Riconoscimenti
- 2011 - Torino Film Festival
  - Premio UCCA Venti Città[4]
- 2012 - Mostra internazionale del Nuovo Cinema di Pesaro
  - Menzione speciale Cinema e diritti umani[5]